# Mecklemburgo-Güstrow
Mecklemburgo-Güstrow fue un Estado del Sacro Imperio Romano Germánico en el norte de Alemania, que existió en tres ocasiones separadas y fue gobernado por la Casa de Mecklemburgo en Güstrow.

## Historia

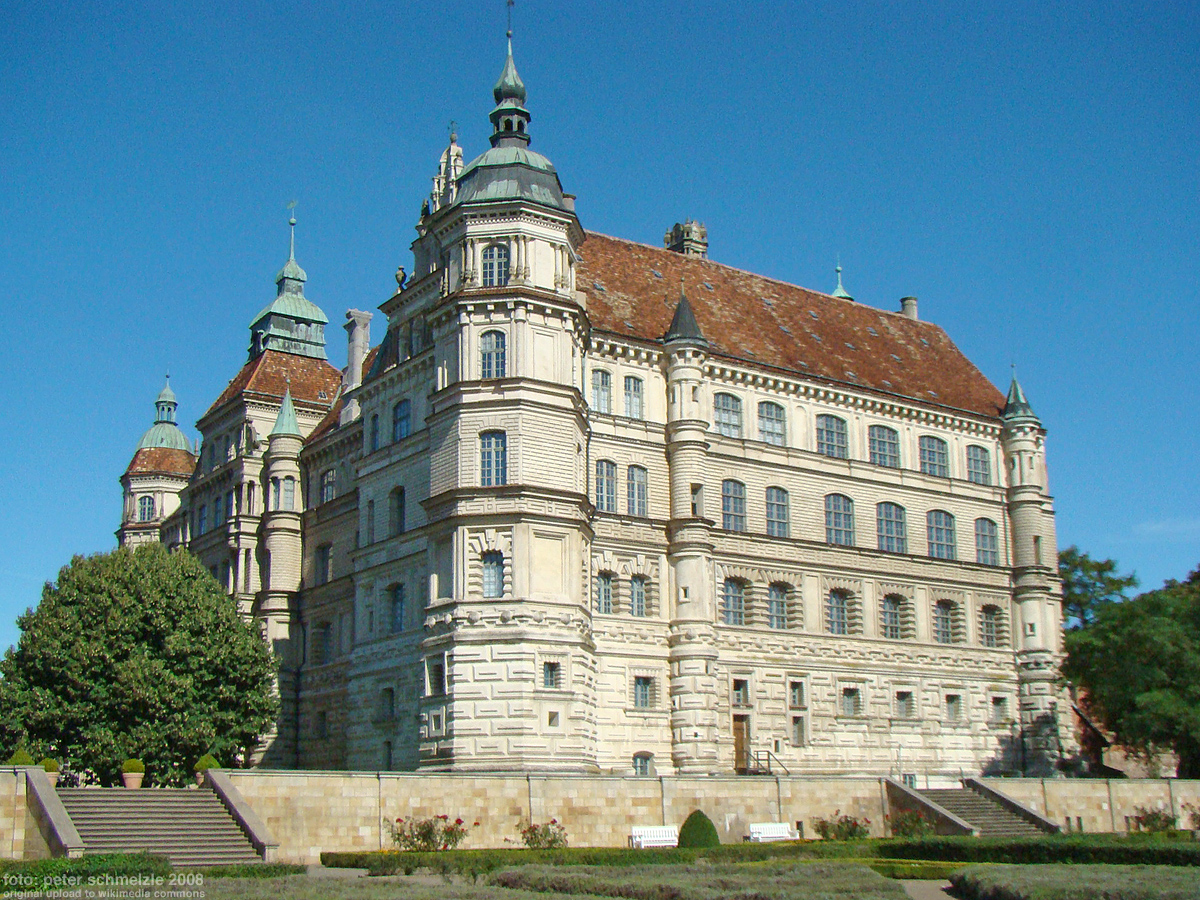
Castillo de Güstrow.

Un corto predecesor de este Estado existió tras la muerte de Enrique IV, Duque de Mecklemburgo, en 1477, tras la partición de sus tierras entre sus hijos en 1480, cuando Alberto VI recibió los Estados del antiguo Señorío de Werle en torno a Güstrow. Sin embargo, Alberto murió sin descendencia en 1483 y sus tierras fueron de nuevo heredadas por su hermano menor Magnus II, duque de Mecklemburgo-Schwerin.
Cuando Magnus falleció en 1503, sus hijos Enrique V y Alberto VII en un principio gobernaron conjuntamente el ducado de Mecklenburgo hasta su nueva división en el Tratado de Neubrandenburg en 1520. Alberto, un fiero oponente de la Reforma Protestante, insistió en la partición y se convirtió en duque de Mecklemburgo-Güstrow, mientras que su hermano Enrique retuvo Mecklemburgo-Schwerin. No obstante, Mecklemburgo permaneció unida "de jure", los dos hermanos conservaron el título de Duque de Mecklemburgo y, en tanto que Enrique solo dejó un hijo insano cuando murió en 1552, las tierras de Schwerin volvieron a los hijos de Alberto, Ulrico III y Juan Alberto I.
En esta ocasión Juan Alberto y Ulrico gobernaron conjuntamente sobre las tierras de Güstrow, pero entraron en conflicto por la herencia de la parte de Schwerin. La controversia fue finalmente decidida en 1556 por el Ruppin dictum de Joaquín II Héctor, Elector de Brandeburgo: Juan Alberto I recibió Schwerin mientras que Ulrico permaneció como Duque de Mecklemburgo-Güstrow. Pero al morir Ulrico sin herederos en 1603, Güstrow volvió a manos de los nietos de Juan Alberto, Adolfo Federico I y Juan Alberto II, conjuntamente gobernadores de Mecklemburgo-Schwerin desde 1610.
Mecklemburgo-Güstrow fue creado por tercera y última vez con el reparto de 1621, cuando Juan Alberto II recibió la parte de Güstrow de Mecklemburgo. En 1628, él y su hermano en Schwerin fueron despojados de sus ducados por orden del emperador Fernando II de Habsburgo en favor de su Generalísimo Albrecht von Wallenstein. Oficialmente los duques fueron reprochados de haber apoyado secretamente a Cristián IV de Dinamarca, cuando en realidad Mecklemburgo fue dada a Wallenstein en compensación por sus enormes contribuciones para pagar las tropas imperiales. Tomó residencia en Güstrow aunque fue destituido por el emperador tres años más tarde bajo presión del príncipe elector, mientras que los duques fueron restituidos con apoyo de tropas suecas.
La Casa de Mecklemburgo-Güstrow, asumió la administración del anterior obispado de Ratzeburgo tras su conversión al Luteranismo en 1554. Mediante la Paz de Westfalia de 1648, la diócesis fue finalmente secularizada a su último administrador, el Duque Gustavo Adolfo de Mecklemburgo-Güstrow.
La muerte de Gustavo Adolfo en 1695 dejó una herencia en disputa entre su yerno Adolfo Federico II, hijo menor de Adolfo Federico I, y su sobrino Federico Guillermo, duque de Mecklemburgo-Schwerin, que conllevaría la creación de Mecklemburgo-Strelitz en 1701.

## Duques de Mecklemburgo-Güstrow
- Alberto VII 1520-1547
- Juan Alberto I 1547-1556, hijo
- Ulrico III 1556-1603, hermano
- Carlos I 1603-1610, custodio de:
- Juan Alberto II 1610-1628, conjuntamente con su hermano
  - Adolfo Federico I, duque de Mecklemburgo-Schwerin, 1610-1621
- Albrecht von Wallenstein 1628-1631
- Juan Alberto II (restaurado) 1631-1636
- Gustavo Adolfo, hijo 1636-1695

a Mecklenburg-Schwerin